# Pambanský most
Pambanský most (tamilsky பாம்பன் பாலம்) je železniční most přes moře v jižní Indii. Nachází se ve státě Tamilnádu, je dlouhý 2065 m a spojuje indickou pevninu s ostrovem Pamban (dle něhož se jmenuje) a tamním městem Raméšváram. Je součástí trati Manamaduraj–Raméšvarám. Vede blízko bájného Adamova mostu.

## Statistiky
Až do otevření mostu Bandra-Worli se jednalo o nejdelší námořní most v zemi. Jeho jednoduchá konstrukce stojí na betonových pilířích. Celkem jich zde je 143. Kolejnice jsou umístěny velmi nízko nad mořskou hladinou (12,5 m), v centrální části mostu se proto nachází zvedací konstrukce (Scherzerův zvedací most), která umožňuje proplouvání menších lodí. Konstrukce má dvě části, zvedána je manuálně, a váží 457 tun.

## Historie
Vznik železničního mostu v tomto místě byl britskou koloniální správou poprvé navrhován již v roce 1870. Britové očekávali, že železniční spojení umožní zlepšení obchodu s nedalekým Cejlonem (dnes Srí Lanka). Trať však nakonec nebyla postavena až na ostrov Srí Lanka, ale pouze do města Raméšvarám. Výstavba byla zahájena až roku 1911, v druhé polovině roku 1913 probíhaly především stavební práce na rozsáhlé ocelové konstrukci v centrální části mostu, která umožňuje proplouvat lodím.
Most byl otevřen dne 24. února 1914 jako první železniční most vedoucí přes mořskou hladinu v Indii. Ostrovy, které jsou od sebe v tomto místě vzdálené více než dva kilometry, jsou odděleny pouze mělkým mořem. Původně byla po mostě vedena trať pouze s metrovým rozchodem kolejí, ta byla v roce 2007 přerozchodována na standardních indických 1676 mm.
V roce 1964 most poškodil cyklón. Pambanský most byl neprůchodný a izoloval ostrov na 64 dní, než byly dokončeny alespoň základní opravy stavby. Zvedací konstrukce zůstala nedotčena, zbývající část mostu však byla částečně stržena do moře. V roce 1965 byl proto doplněn měřič rychlosti větru; pokud překročí 64 km/h, železniční doprava je okamžitě přerušena. Roku 2013 do mostu narazila loď.
Do roku 1988 představoval tento most jediné spojení města Raméšváram se zbytkem Indie; po tomto roce byl doplněn i mostem silničním. V prosinci 2018 byly základy mostu poškozeny, po opravách vyjely vlaky opětovně až dne 27. února 2019. 
Vzhledem ke stáří stavby bylo v druhé dekádě 21. století zahájeno kompletní nahrazení stavby, včetně přestavby části, která slouží pro proplouvání lodí. Ta by měla být automatizovaná a umožnit transit i větších plavidel. Most je stavěn vedle současného, v závěru roku 2020 bylo dokončeno 18 % stavebních prací. Most má být dokončen v srpnu 2021, nicméně lze předpokládat zpoždění v dokončení.

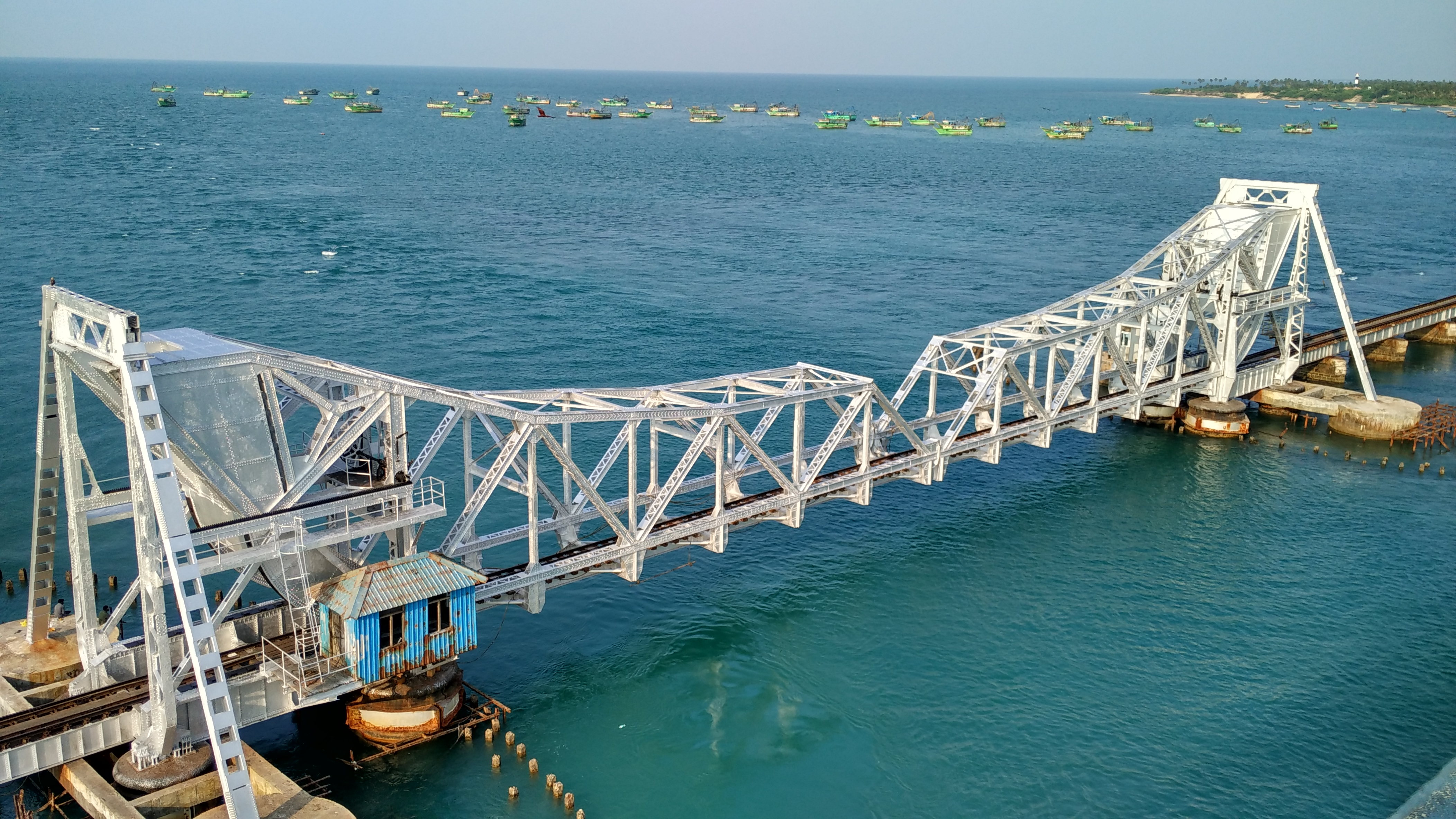
Zvedací část mostu.
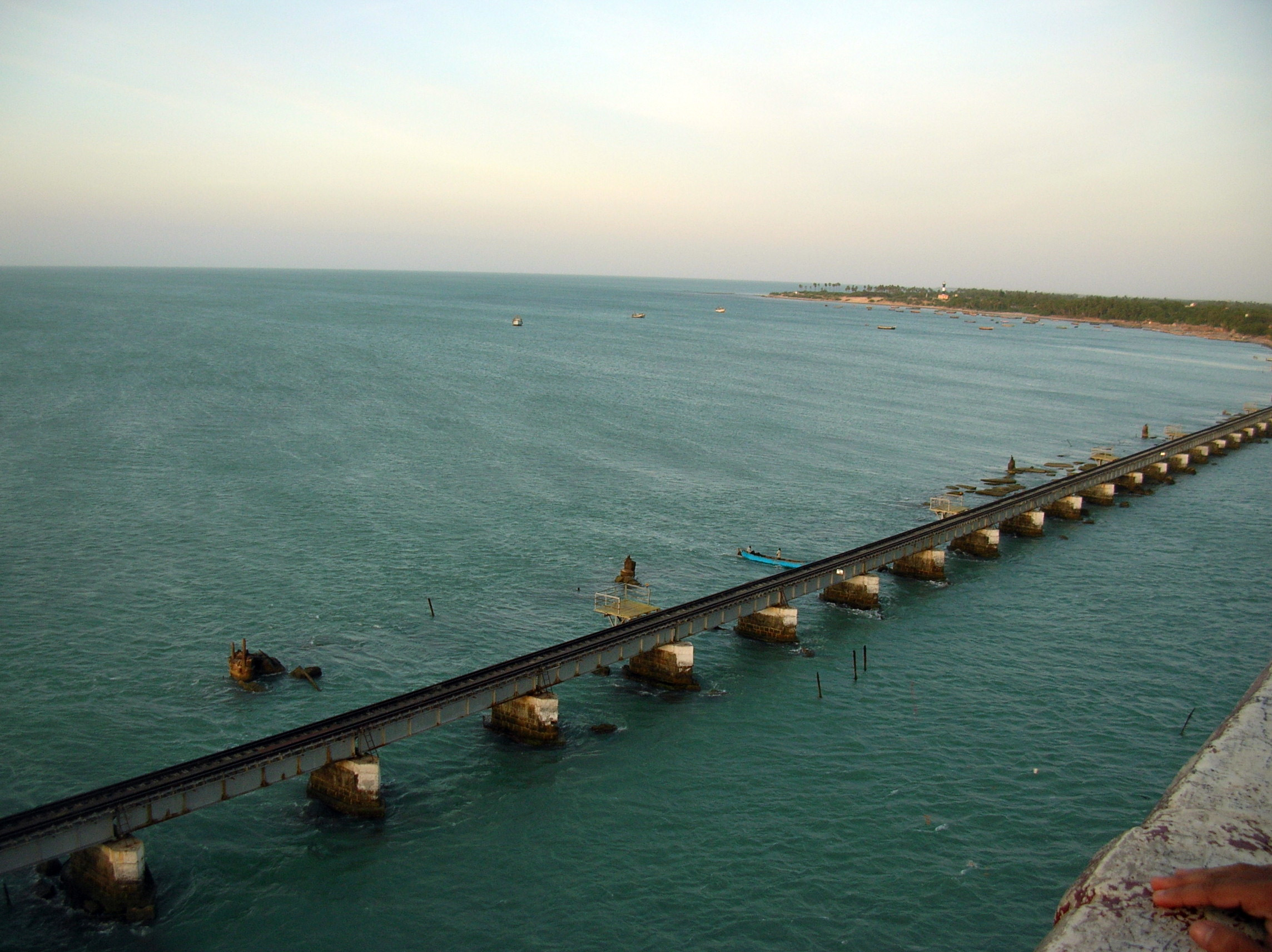
Pohled na jednotlivá mostní pole.
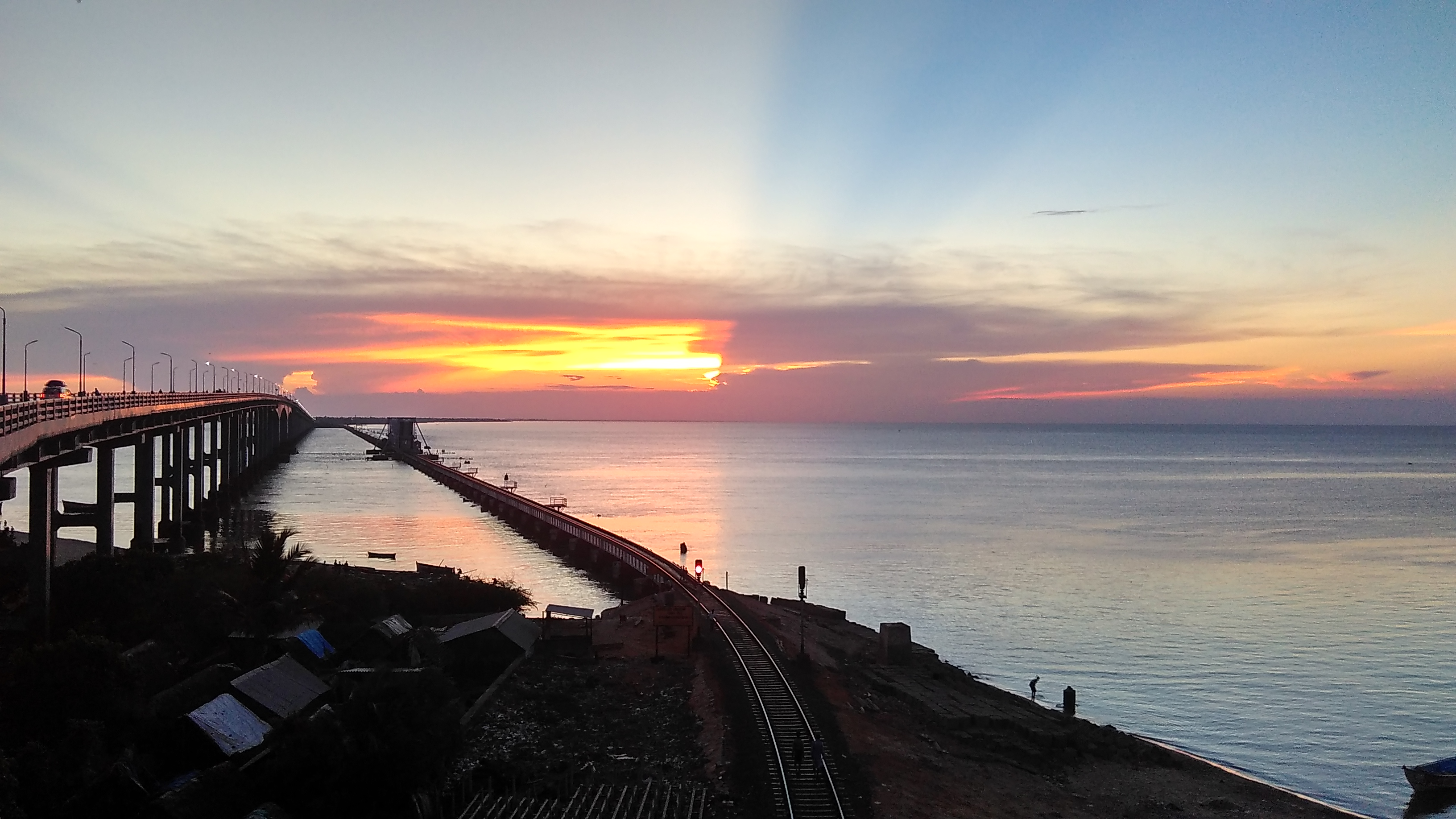
Železniční most spolu se silničním.
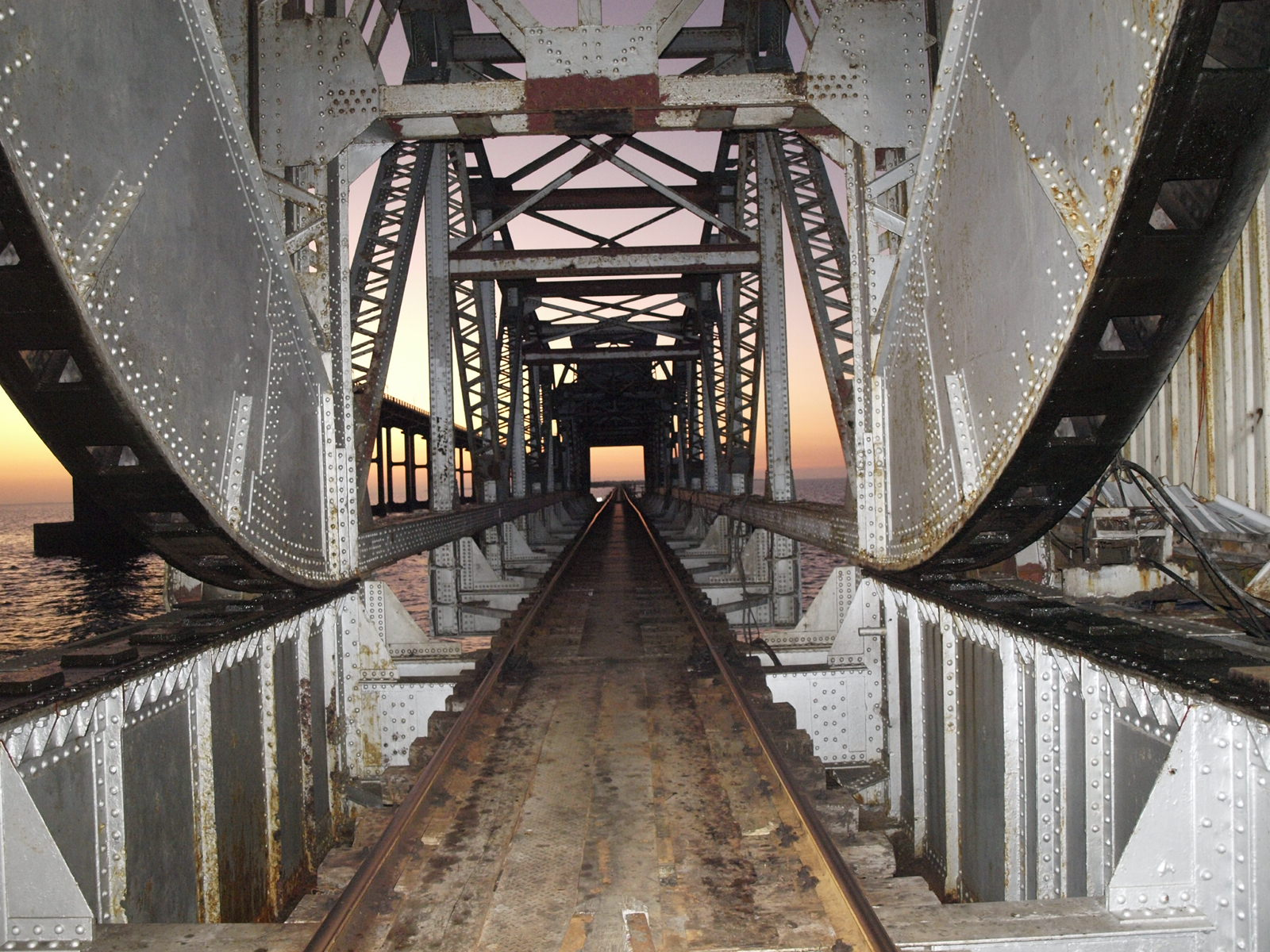
Pohled z perspektivy strojvedoucího.
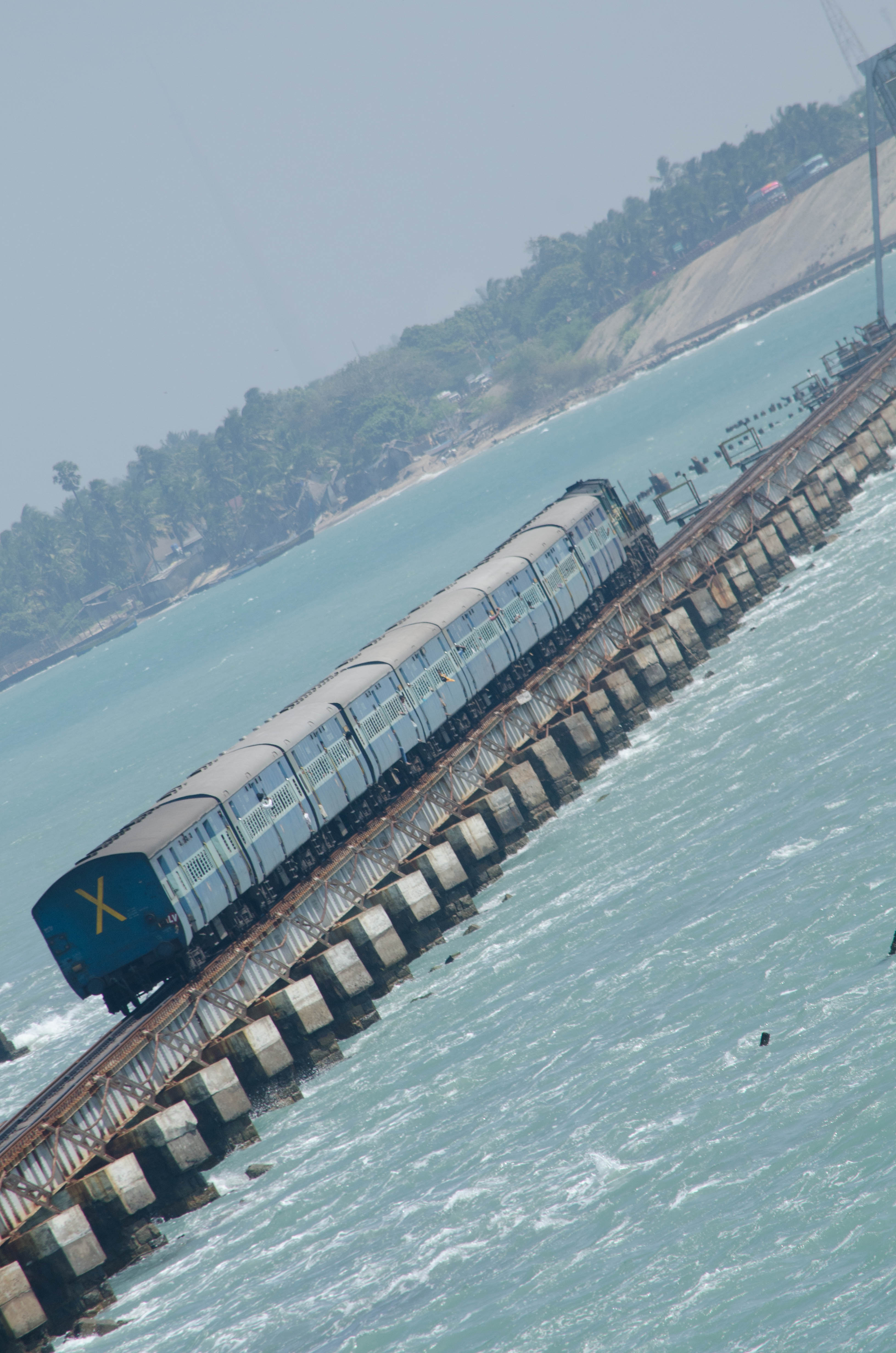
Vlak projíždějící přes most.
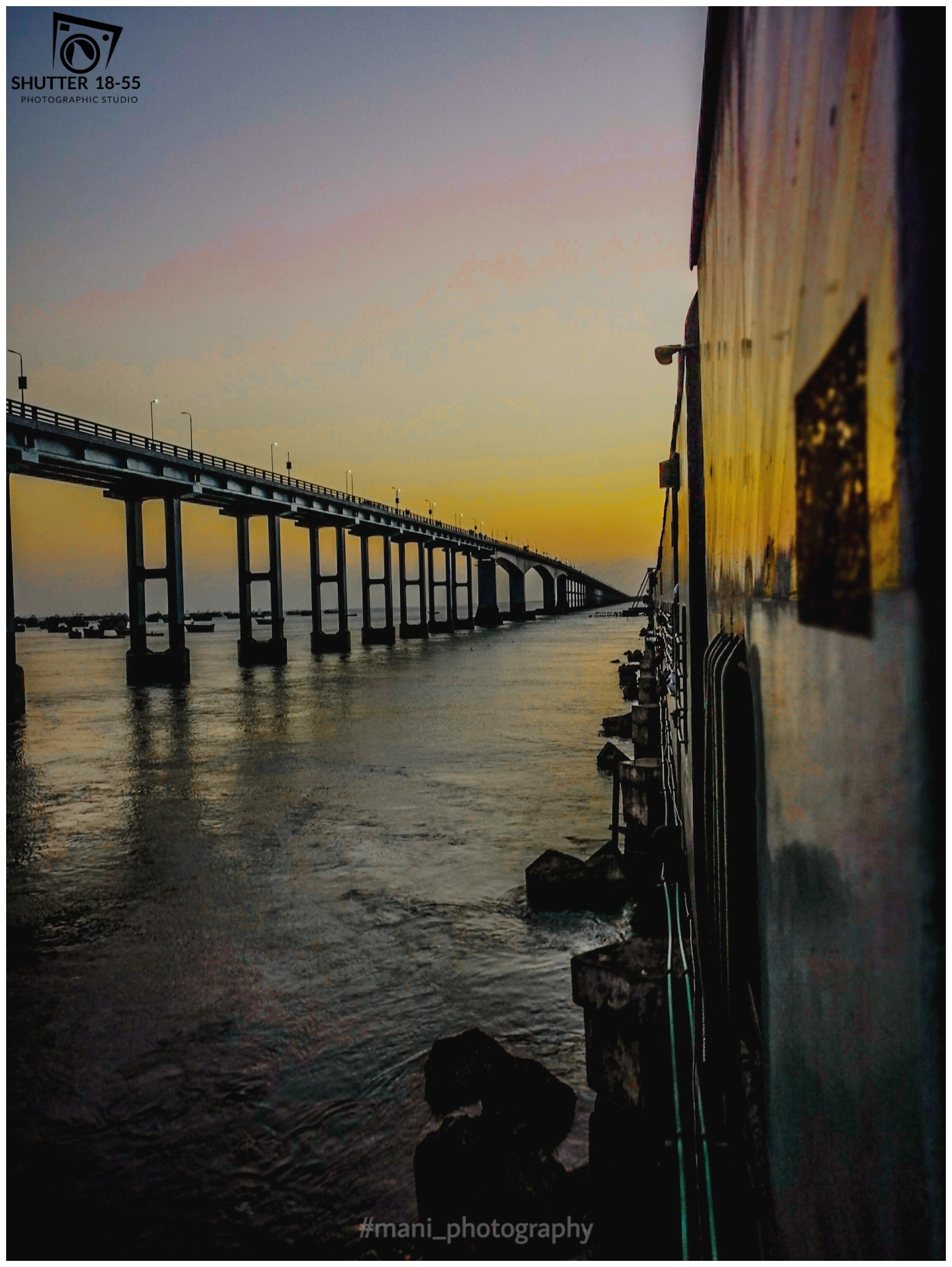
Pohled z vlaku.

## Další mosty
Souběžný silniční most nese název podle indické političky Indíry Gándiové.